# Josef Chvalovský
Plukovník Josef Chvalovský (29. listopadu 1896 Podmoky, Rakousko-Uhersko – 27. srpna 1986 Houston, USA) byl československý legionář a důstojník československé armády.

## Život

### Mládí
Narodil v Podmokách nedaleko Poděbrad, jako nejmladší ze šesti dětí statkáře a starosty obce Františka Chvalovského. Studoval na Českoslovanské akademii obchodní v Praze.

### První světová válka
V listopadu 1915 nastoupil jako vojenskou službu a absolvoval školu pro důstojníky v záloze. Narukoval k praporu horských myslivců č. 12. Koncem srpna 1916 v hodnosti svobodníka odjel nejprve na italskou frontu a v říjnu byl nasazen do bojů na nově otevřené rumunské frontě. Dne 28. října 1916 padl do zajetí během bojů na rumunské frontě.
Dne 28. prosince 1916 vstoupil do vznikajících československých legií v zajateckém táboru v rumunských Šipotech. Následně byl zařazen do transportu dobrovolníků určený pro armádu ve Francii. V červnu 1917 přijel do Francie, kde podstoupil několik stáží a kurzů u francouzských jednotek, aby byl později zařazen nejprve k 21. čs. střeleckému pluku jako velitel čety a později k nově vytvořenému 22. čs. střeleckému pluku jako velitel půlroty 2. kulometné roty. V říjnu a listopadu 1918 se účastnil těžkých bojů u Vouziers, kde československé jednotky utrpěly 50% ztráty. Za boje ve Francii byl povýšen na poručíka a mj. vyznamenán Čs. válečným křížem 1914–1918 se dvěma lipovými ratolestmi a francouzským Válečným křížem 1914–1918.

### Meziválečná doba
Do vlasti se vrátil počátkem ledna 1919 s druhým transportem legionářů, ale ještě týž měsíc se jako druhý pobočník generála Josefa Šnejdárka účastnil sedmidenní války s Polskem na Těšínsku. Za účast v sedmidenní válce byl vyznamenán Čs. válečným křížem. Poté byl povýšen na nadporučíka a v březnu 1920 převzal velení nad kulometnou rotou střeleckého pluku 22 v Jičíně. V meziválečném období postupně vystřídal velitelská místa u třech pěších pluků 22, 37 a 46 v Levoči, Chomutově a Kadani, absolvoval několik kurzů a stáží a byl povýšen do hodnosti majora. Během mobilizace v roce 1938 byl nasazen jako velitel 1. praporu pěšího pluku 96, se kterým se na Sokolovsku podílel na potlačení nepokojů vyvolaných Sudetoněmecký Freikorpsem.

### Druhá světová válka
Po odstoupení československého pohraničí byl jmenován styčným důstojníkem československé armády pro okresy Roudnice nad Labem a Mělník, jimiž procházela demarkační linie.
Po březnové německé okupaci Čech, Moravy a Slezska v březnu 1939 měl odejít do výslužby, místo toho se zapojil do činnosti organizace Obrana národa a počátkem srpna 1939 ilegálně překročil hranice do Polska. V Krakově se připojil ke vznikající československé zahraniční armádě a v polovině srpna 1939 odjel jako velitel transportu československých vojáků do Francie, kde měl vstoupit do francouzské cizinecké legie. Po vypuknutí války své plány změnil a v jihofrancouzském Agde se účastnil formování československé pěší jednotky. V červnu 1940 velel III. praporu 1. československé pěší divize, která se účastnila ústupových bojů s wehrmachtem. Za svoje zásluhy během bojů byl vyznamenán Čs. válečným křížem 1939 a francouzským Válečným křížem 1939–1945.
Počátkem července 1940 byl evakuován do Anglie, kde se podílel na reorganizaci čs. jednotek po vzpouře v Cholmondeley. Byl povolán do britské Senior Officer School a v r. 1942 povýšen do hodnosti podplukovníka. Poté byl ustanoven profesorem pěchoty v kurzu pro důstojníky štábu, absolvoval stáž u britských jednotek.
Po příjezdu československých vojáků ze Středního východu došlo k reorganizaci čs. vojenských jednotek a Josef Chvalovský byl dne 1. září 1943 jmenován velitelem motopraporu Československé samostatné obrněné brigády pod velením generála Aloise Lišky. Na přelomu srpna a září 1944 byla čs. samostatná obrněná brigáda přepravena do Francie, kde se zapojila do obléhání přístavu Dunkerque drženého silnou německou posádkou. Josef Chvalovský během sedmiměsíční operace velel nejexponovanějšímu východnímu úseku obléhacího perimetru.
Za své zásluhy v bojích u Dunkerque byl v květnu 1945 vyznamenán druhým Čs. válečným křížem 1939 a britským Distinguished Service Order (DSO).

### Návrat domů a odchod do exilu
Po skončení války se pplk. Chvalovský vrátil do vlasti a v září 1945 převzal velení nad pěším praporem 10 v Hodoníně. V roce 1946 byl povýšen do hodnosti plukovníka. Od srpna 1947 vystřídal několik vysokých velitelských funkcí do úrovně velitele brigády (v Uherském Hradišti, Hodoníně a Českých Budějovicích). Na podzim roku 1947 byl ustanoven velitelem asistenčního oddílu „Vlára“ a podílel se na operacích proti bojovníkům Ukrajinské povstalecké armády.

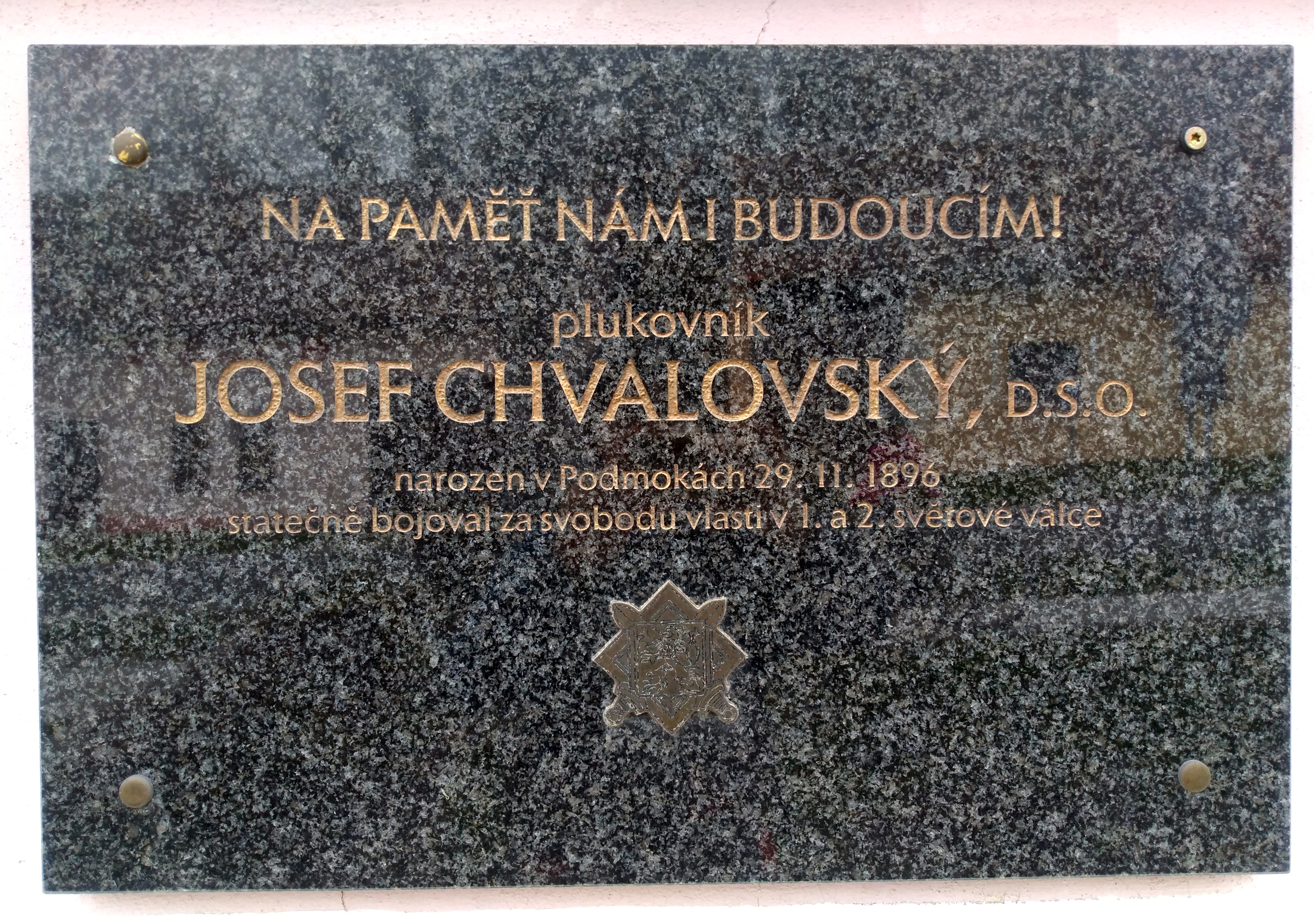
Pamětní deska v Podmokách

Vrcholem jeho velitelské kariéry bylo na konci srpna 1948 převzetí velení nad nově vzniklou Motorizovanou brigádou v Olomouci. Připravovaného jmenování do generálské hodnosti se však nedočkal. V dubnu 1949 za dramatických okolností uprchl před zatčením do americké okupační zóny v Německu. Podruhé během deseti let tak odešel do exilu. O několik měsíců později se o přechod hranice pokusila i jeho manželka se dvěma dětmi, přechod se však podařil pouze dceři a zbytek rodiny byl zadržen, přičemž manželka Josefa Chvalovského byla v politickém procesu odsouzena k mnohaletému žaláři.
Josef Chvalovský zpočátku žil v Londýně a spolupracoval s tamní Čs. obcí legionářskou. Později pracoval pro Americký fond pro československé uprchlíky v Německu a následně vycestoval do USA. Zemřel 27. srpna 1986 v Houstonu. Navzdory československým úřadům byl tajně pohřben v rodných Podmokách.
Po listopadu 1989 byl soudně i vojensky plně rehabilitován. V říjnu 2012 byl vyznamenán Křížem obrany státu in memoriam za vynikající velitelskou činnost v boji za svobodu vlasti v prvním a druhém odboji. Dne 17. listopadu 2013 mu byla v Podmokách slavnostně odhalena pamětní deska.

## Vyznamenání
- Croix de guerre, 1918 (Francie)
- Československý válečný kříž 1914–1918, 1918
- Československý válečný kříž 1914–1918, udělen podruhé 1919
- Československý válečný kříž 1939, 1940
- Československý válečný kříž 1939, udělen podruhé 1945
- Řád za vynikající službu, 1945 (Velká Británie)
- Kříž obrany státu ministra obrany České republiky, 2012 in memoriam
- Československá medaile Vítězství
- Československá revoluční medaile
- Československá medaile Za chrabrost před nepřítelem
- Československá medaile za zásluhy, I. stupeň
- Hvězda 1939–1945[7], (Velká Británie)
- Medaile Za obranu[8], (Velká Británie)
- War Medal 1939–1945[9], (Velká Británie)
- Pamětní francouzská medaile 1914–1918[10], (Francie)